# Литовка (Львівський район)
Лито́вка — село в Україні, у Львівському районі Львівської області. Населення становить 56 осіб. Орган місцевого самоврядування — Комарнівська міська рада.

## Населення
За даними Всеукраїнського перепису населення 2001 року, у селі мешкало 84 особи.